# Carl Adolf Bodelsen
Carl Adolf Gottlieb Bodelsen, född 18 november 1894 i Helsingør, död 24 november 1978, var en dansk språkforskare.
Bodelsen, som blev filosofie doktor 1924, var 1924–1925 sekreterare i utrikesministeriet, blev 1926 docent och 1932 professor i engelska språket och litteraturen vid Köpenhamns universitet. Bodelsen behandlade främst ämnen som rörde engelsk kultur, politik och samhällsvetenskap i historiskt perspektiv. Bland hans verk märks Studies in Mid-Victorian imperialism (1924), England (1928), Det britiske Kolonirige (1937) och A survey of English institutions (1942). Bodelsen, som 1943 blev medlem i överstyrelsen för Frit Danmark, var december 1944–juni 1945 representant i Danmarks frihedsråd.